# Lucien Simon

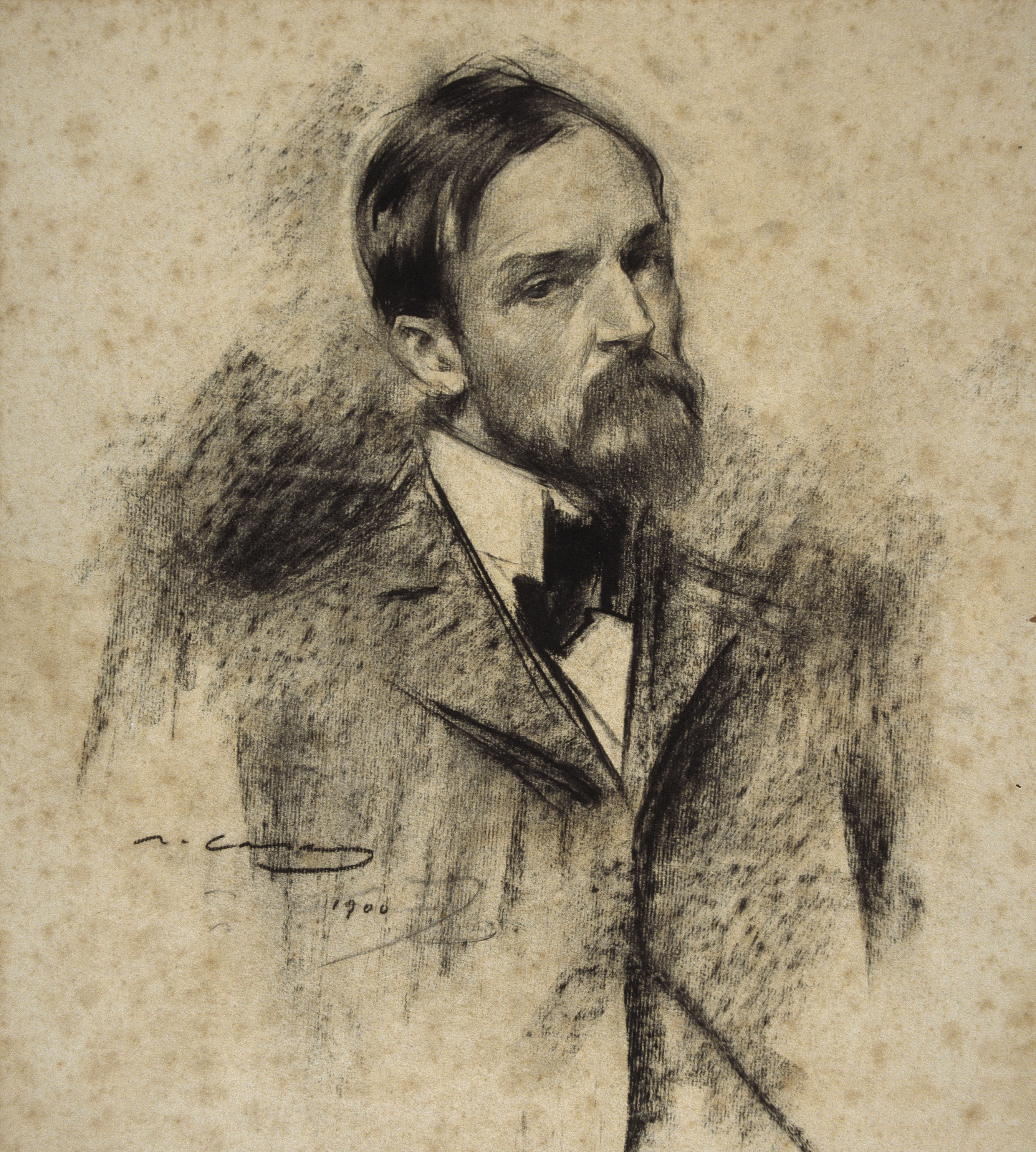
Lucien Simon de Ramon Casas (MNAC — Museu Nacional d'Art de Catalunya).

Lucien Simon (n. 18 iulie 1861, Paris, Franța – d. 13 octombrie 1945, Combrit, Bretagne, Franța) a fost un pictor, desenator și profesor francez, reprezentant de seamă al academismului.

## References
1. ↑  Lucien Simon, Simon, Lucien[*]
2. 1 2 3  Autoritatea BnF, accesat în 10 octombrie 2015
3. 1 2  Lucien Simon, SNAC, accesat în 9 octombrie 2017
4. ↑  Lucien Simon, Roglo
5. 1 2  Lucien J. Simon, Benezit Dictionary of Artists, accesat în 9 octombrie 2017
6. ↑  The Fine Art Archive, accesat în 1 aprilie 2021
7. ↑  Lucien SIMON, Le Delarge
8. ↑   https://www.landrucimetieres.fr/spip/spip.php?article4771 Lipsește sau este vid: |title= (ajutor)
9. ↑  KulturNav, 12 februarie 2016, accesat în 25 februarie 2016
10. ↑   (PDF) https://archive.wikiwix.com/cache/index2.php?url=http%3A%2F%2Fcollectaaa.be%2Fnederlands%2Fwp-content%2Fuploads%2F2017%2F12%2FDe-collectie-Marcel-Wolfers.pdf Lipsește sau este vid: |title= (ajutor)